# مائدة مستدامة
أنشئت المائدة المستدامة في عام 2003 بواسطة منظمة غير هادفة للربح تدعي (Grace) لمساعدة المستهلكين على فهم المشاكل المتعلقة بالموارد الغذائية لدينا وتقديم حلول عملية وبدائل جيدة من الزراعه المستدام. وعلي الرغم من وقوعها ضحية للمشكلات التي تسببت بها أنظمتنا الزراعية والاقتصادية، إلا أن المائدة المستدامة تحتفل بالحصول علي الغذاء وتناول الطعام من نظم غذائية مستدامة.
ويعتمد الشكل السائد للزراعة اليوم على الأسمدة والمخصبات الاصطناعية والمبيدات الكيماوية وكميات ضخمة من المياه وأنظمة التنقل الكبرى، واتباع اساليب المصنع في تربية المواشى والمحاصيل. وتعد الهرمونات الصناعية  فى الحليب، والمضادات الحيوية المقاومة للبكتريا ، ومرض جنون البقر، وتفشي بكتريا الإيكولاي المميتة علي نطاق واسع يرتبط ارتباط  وثيق بهذا الشكل الصناعى لإنتاج الأغذية.
وتتضمن الزراعة المستدامة أساليب لإنتاج أغذية تعد صحية وغير ضاره بالبيئة، وتعمل على احترام العمال وانسانية الحيوانات، وتوفير الأجور العادلة للمزارعين، ودعم المجتمعات الزراعية وبدلاً من التركيز على المشكلات، فقد عملت المائدة المستدامة على تعزيز التحول الإيجابى نحو الزراعة المحلية صغيرة النطاق. ويعد البرنامج دليل للتغذية الجيدة (Eat Well Guide)، وهو إدارة إلكترونية للمنتجات المستدامة في الولايات المتحدة الامريكية وكندا. وتحتفل المائدة المستدامة بالطعام المحلي المستدام، وتقوم بتثقيف المستهلكين حول قضايا تتعلق بالغذاء، وتعمل على بناء مجتمع سليم من الغذاء.